# تیرو

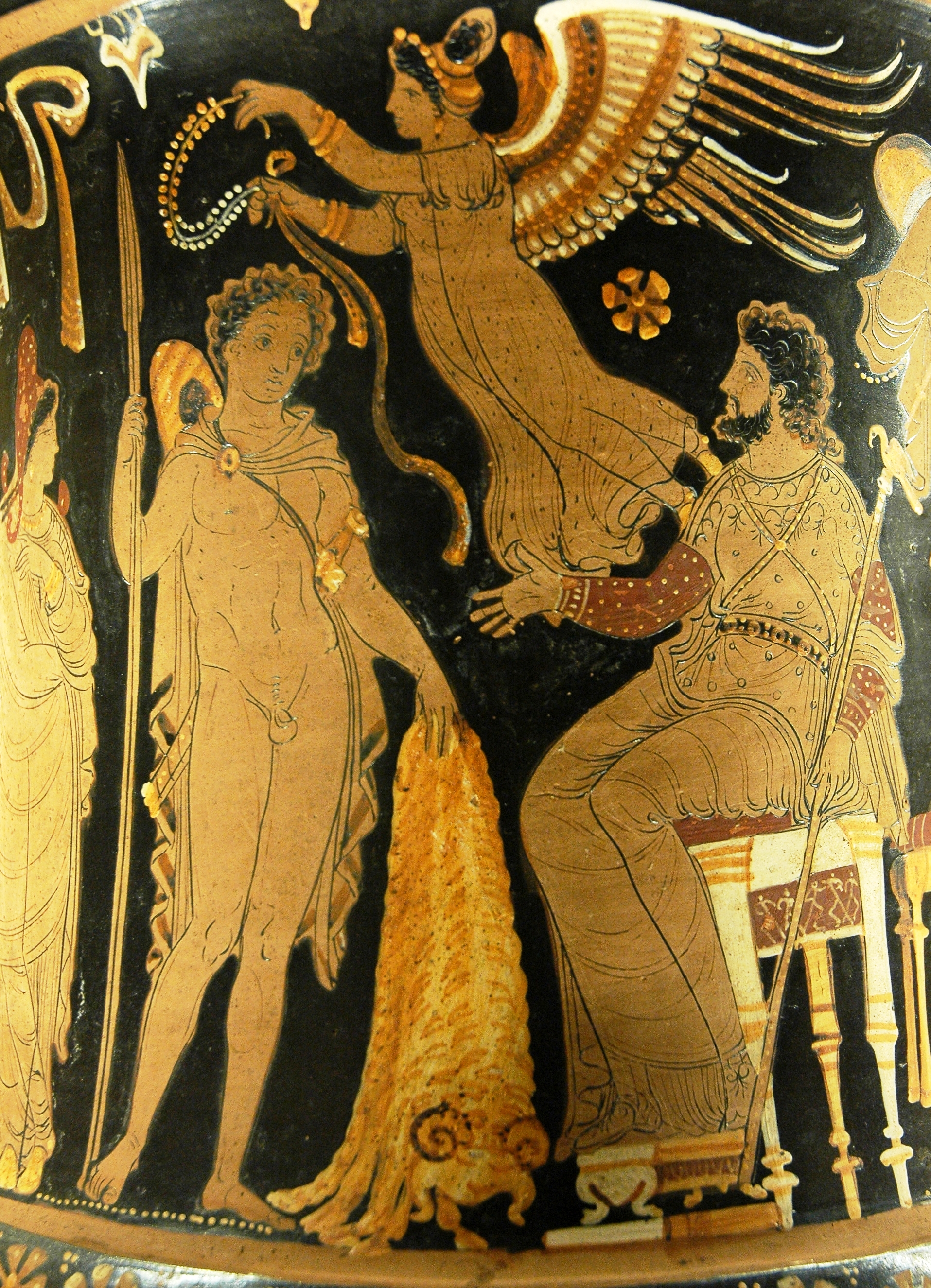
تیرو (به انگلیسی: Tyro) در اساطیر یونانی دختر سالمونِئوس

تیرو (به انگلیسی: Tyro) در اساطیر یونانی دختر سالمونِئوس(به انگلیسی: Salmoneus) و همسرش کِرِدئوس(به انگلیسی: Cretheus) بود، اما عاشق اسطوره‌ای با نام اِنی‌پِئوس(به انگلیسی: Enipeus) شد. او در هنگام تولد به همراه پِلیاس و نِلِئوس که پسران دوقلوی پوزئیدون بودند به دنیا آمد. نتیجه تیرو با کِردئوس سه فرزند به نام‌های اِسان (به انگلیسی: Aeson)، فریز (به انگلیسی: Pheres) و آمایتائون (به انگلیسی: Amythaon) بود.